# 得耳布尔河
得耳布尔河（俄語：Дэрбул，意为“宽阔的谷地”），位于中华人民共和国内蒙古自治区东北部，是额尔古纳河右岸支流，发源于根河市得耳布尔镇东北的宁静山，蜿蜒向西南流经根河市的得耳布尔镇、五公里、耳布尔、三道桥、二道河子林场、康达岭林场、额尔古纳市三河回族乡十八里桥、上护林、下护林、建设、苏沁（原苏沁回族乡）等地，于额尔古纳黑山头镇小河子村西南汇入额尔古纳河。河长188千米，流域面积6816平方千米。年均径流量6.24亿立方米。得耳布尔河上游为山区，两岸中低山连绵；流入额尔古纳市后进入呼伦贝尔草原，沿河两岸有农耕区；下游苏沁一带是著名的三河马产地。